# Stanisław Karol Władyczko
Stanisław Karol Władyczko (ur. 4 listopada 1878 w Kownie, zm. 18 lipca 1936 w Wilnie) – polski lekarz neurolog i psychiatra, profesor Instytutu Psychoneurologicznego w Petersburgu i Uniwersytetu Stefana Batorego w Wilnie.

## Życiorys
Syn Dominika Władyczki. Uczęszczał do gimnazjum w Kownie, które ukończył w 1897 r. Następnie w 1905 r. ukończył studia na wydziale lekarskim Uniwersytetu Moskiewskiego. W 1907 r. otrzymał tytuł doktora medycyny i został asystentem Władimira Biechtieriewa w klinice chorób nerwowych i umysłowych Akademii Medyko-Chirurgicznej w Petersburgu, z krótką przerwą, podczas której pracował u Michaiła Łapinskiego w Klinice Neurologiczno-Psychiatrycznej Uniwersytetu św. Włodzimierza w Kijowie. W 1910 r. został docentem neurologii i psychologii Akademii Medyko-Chirurgicznej w Sankt Petersburgu; był dwukrotnie delegowany za granicę, odbył staże u Józefa Babińskiego, Ernesta Dupré i Ilji Miecznikowa w Paryżu, u Emila Kraepelina w Monachium i Theodora Ziehena w Berlinie. W 1911 r. mianowany profesorem Instytutu Psychoneurologicznego w St. Petersburgu. Dwa lata później stanął do konkursu na profesora psychiatrii Cesarskiego Uniwersytetu Warszawskiego, ale konkursu nie wygrał. W 1914 r. został powołany do wojska.
Od 1918 r. pracował w Polsce, zajmował się organizacją Uniwersytetu Wileńskiego. 30 grudnia tegoż roku został dziekanem Wydziału Lekarskiego Uniwersytetu Wileńskiego, w latach 1919/20 i 1920/21 był zaś prodziekanem. Profesor nadzwyczajny, a potem profesor zwyczajny neurologii, organizator i kierownik kliniki neurologicznej w Wilnie. Po likwidacji kliniki w 1933 r. przeniósł się do Warszawy, ale niedługo przed śmiercią wrócił do Wilna, gdzie zmarł. Pochowany jest na cmentarzu Na Rossie. Wspomnienia pośmiertne opublikowali Adolf Falkowski, Janina Hurynowiczówna i Genzel.
Należał do Francuskiego Towarzystwa Psychiatrycznego, był członkiem korespondentem Towarzystwa Neurologicznego w Estonii, członkiem Międzynarodowego Towarzystwa Walki z Gruźlicą i Rakiem, Międzynarodowego Towarzystwa Seksuologicznego, członkiem honorowym Polskiego Towarzystwa Farmaceutycznego. Był współpracownikiem „Zeitschrift für Psychotherapie und medizinische Psychologie”, „Neurologii Polskiej”, „Nowin Psychiatrycznych”, czasopisma „Gruźlica”. Był przewodniczącym komitetu organizacyjnego III Zjazdu Polskiego Towarzystwa Psychiatrycznego w Wilnie w czerwcu 1922 roku.

## Ordery i odznaczenia
- Krzyż Komandorski Orderu Odrodzenia Polski (22 października 1929)[8]

## Wybrane prace
- Влияние открытого моря и морской качки на некоторые формы душевных заболеваний. Диссертация на степень доктора медицины. М.: Тип. С.В. Кульженко, 1906.
- Влияние табачного дыма на нервную систему и организм вообще. С обращением внимания на профилактику и терапию острого и хронического отравления. СПб.: Издание журнала «Практическая медицина» (В. С. Эттингер), 1909.
- Troubles mentaux pendant le siège de Port-Arthur. Nouvelle Iconographie de la Salpêtrière 20 (4), s. 340–341, 1907.
- К вопросу об объективных признаках реакций сосредоточения при слуховых раздражениях у детей. Вестник психологии, экспериментальной крйминалогии и гипнотизма 222–253, 1909.
- Pathologisch-anatomische Veränderungen im zentralen und peripherischen Nervensystem bei Tabakrauchvergiftung. Neurologisches Centralblatt 28 (7), s. 910–913, 1909.
- Бехтерев ВМ, Владычко СД. Материалы к методике объективного исследования душевнобольных. Вестник психологии, криминальной антропологии и гипнотизма 5, 386–430, 1910.
- Бехтерев ВМ, Владычко СС. Демонстрация новых таблиц для объективного исследования некоторых нервно-психических функций. Обозрение психиатрии, неврологии и экспериментальной психологии 7, s. 439–441, 1910.
- Bechterew W, Wladyczko S. Beiträge zur Methodik der objektiven Untersuchung von Geisteskranken. Zeitschrift für Psychotherapie und medizinische Psychologie 3, 87, 1911.
- Bechterew, Poussep, Wladytschko. The syphilitic and parasyphilitic insanities (Note sur les affections syphilitiques et parasyphilitiques du cerveau, et sur le traitement de celles-ci). Tr. Internat. Cong. Med. Sect. xii, Psychiat., 73–79, pt. 2, 139–142, 1913.
- De l’influence des poisons intestinaux (paracresol et indol) sur le systeme nerveux central des animaux. Annals de l’Institut Pasteur 27, s. 336–340, 1913.
- Sur un traitement alimentaire de l'épilepsie; la cure sucrée, 1925.
- Quelques remarques sur certains troubles d'équilibre entre deux tensions: intracranienne et intraoculaire : sur l'hypotension intracranienne. Revue Neurologique, 1925.
- Catatonie comme conséquence des troubles organiques des noyaux gris centraux; court communiqué (d’après observations et études personnelles). Folia Neuropathologica Estoniana 3/4, s. 160–165, 1925.
- Sur un phénomène curieux: synergie fonctionnelle entre l’orbiculaire des paupières et les peauciers du cou (1927).
- W sprawie snu i marzeń sennych. Lekarz Wojskowy 11 (3/4), s. 304–311, 1928.
- Włodzimierz Bechteriew (wspomnienie pośmiertne). Polska Gazeta Lekarska 7 (18), s. 325–327, 1928.
- Uwagi w sprawie neurastenji i neurastenizacji. (1930).
- Mocz ciężarnych, jako środek leczniczy w schorzeniach układu nerwowego. Rocznik Psychjatryczny 21, s. 363–369, 1933.
- W sprawie leczenia schorzeń układu nerwowego w zdrojowisku Druskienniki. W: Druskieniki, zdrojowisko nad Niemnem. Wilno, 1937 s. 70–73.